# Natalia Vía-Dufresne
Natalia Vía-Dufresne Pereña (Barcellona, 10 giugno 1973) è una velista spagnola.

## Palmarès

### Olimpiadi
- 2 medaglie:
  - 2 argenti (Barcellona 1992 nella classe Europa; Atene 2004 nella classe 470)